# Uroš Radaković
Uroš Radaković (serbisch-kyrillisch Урош Радаковић; * 31. März 1994 in Belgrad) ist ein serbischer Fußballspieler.

## Karriere

### Verein
Radaković begann seine Karriere beim FK Roter Stern Belgrad. Zur Saison 2011/12 wechselte er zum Zweitligisten FK Proleter Novi Sad. Für Proleter kam er zu 17 Einsätzen in der Prva Liga. Zur Saison 2012/13 wechselte er nach Italien zum Erstligisten FC Bologna. In eineinhalb Jahren kam er aber ausschließlich im Cup zu drei Einsätzen, in der Serie A wurde er nie eingesetzt. Im Januar 2014 wurde er an den Zweitligisten Novara Calcio verliehen, für den er bis zum Ende der Spielzeit 2013/14 dreimal in der Serie B spielte. Zur Saison 2014/15 kehrte er wieder nach Bologna zurück, das mittlerweile in die Serie B abgestiegen war. Mit Bologna schaffte er den direkten Wiederaufstieg, zum Einsatz kam er aber nicht.
Zur Saison 2015/16 wurde Radaković ein zweites Mal verliehen, diesmal nach Tschechien an den SK Sigma Olmütz. Für Olmütz kam er in seiner ersten Saison zu 27 Einsätzen in der Synot Liga, aus der er mit Sigma allerdings zu Saisonende abstieg. In der Saison 2016/17 spielte er anschließend 19 Mal in der FNL, mit dem Klub schaffte er den direkten Wiederaufstieg. Anschließend wurde er nach zwei Jahren Leihe fest verpflichtet. In der Saison 2017/18 absolvierte er alle 30 Spiele im tschechischen Oberhaus. Zur Saison 2018/19 schloss sich der Verteidiger dem Ligakonkurrenten Sparta Prag an. In seiner ersten Spielzeit beim Hauptstadtklub kam er zu 25 Einsätzen.
Nach weiteren drei Ligaspielen zu Beginn der Saison 2019/20 wechselte Radaković im September 2019 leihweise nach Russland zum FK Orenburg. Für Orenburg kam er bis Saisonende zu 15 Einsätzen in der Premjer-Liga, aus der er mit dem Klub abstieg. Im August 2020 wurde er erneut verliehen, diesmal nach Kasachstan an den FK Astana. Bis zum Ende der kasachischen Spielzeit 2020 absolvierte er elf Spiele für Astana in der Premjer-Liga. Im Februar 2021 folgte die dritte Leihe, nun nach Polen an Wisła Krakau. Für Wisła spielte er bis zum Ende der Saison 2020/21 sechsmal in der Ekstraklasa.
Zur Saison 2021/22 verließ der Serbe Sparta nach drei Leihen schließlich endgültig und wechselte zurück nach Russland zu Arsenal Tula. Dort kam er zu 18 Einsätzen in der Premjer-Liga, allerdings stieg er auch mit Arsenal aus der ersten Liga ab. Daraufhin zog Radaković zur Saison 2022/23 weiter in die Türkei und schloss sich Erstligist MKE Ankaragücü an. Zur Saison 2024/2025 wechselte er innerhalb der Türkei zu Sivasspor.

### Nationalmannschaft
Radaković spielte zwischen 2010 und 2013 für serbische Jugendnationalteams. Mit der U-17-Auswahl nahm er 2011 an der Heim-EM teil. Während des Turniers kam er in allen drei Partien zum Einsatz, mit Serbien schied er aber bereits in der Vorrunde aus.